# Marie Arago
Marie-Anne Roig, dite Marie Arago, née le 3 novembre 1755 à Corneilla-la-Rivière et morte le 5 septembre 1845 à Estagel, est la femme de François Bonaventure Arago et la mère de François, Jean, Jacques, Victor, Joseph et Étienne Arago.
Élevant seule ses huit enfants après la mort de son mari en 1814, elle leur transmet ses valeurs humaines et les encourage à poursuivre des études. Autour de son fils aîné, François, se crée ainsi à l'Observatoire de Paris un « clan Arago », avec notamment Claude-Louis Mathieu (qui épouse sa sœur Marguerite), Alexander von Humboldt ou encore Félix Savary.

## Biographie
Lieux évoqués dans cet article

### Origines et jeunesse (1755-1778)
Marie-Anne-Agathe Roig nait le 3 novembre 1755 à Corneilla-la-Rivière, un village d'environ 700 habitants situé dans la province du Roussillon, une région de langue catalane appartenant à la France depuis 1659. Son père, François Roig, est un pagès, c'est-à-dire un paysan aisé, de Corneilla-la-Rivière. Il a été militaire, avec un grade d'officier. Son grand-père paternel, Camo Roig, est médecin. Son oncle paternel est curé de Ponteilla, autre village de cette même région du Sud de la France, à une douzaine de kilomètres au sud-est de Corneilla-la-Rivière.
Sa mère, nommée Victoire Brial, est la fille d'un pagès de Camélas, un village situé également à une douzaine de kilomètres de Corneilla-la-Rivière, mais au sud-sud-ouest cette fois.
À une époque où quasiment toutes les femmes de la région sont illettrées (90 % des femmes de sa génération ne sont pas capables de signer leur acte de mariage), elle apprend à lire et à écrire seule, dans des livres écrits en latin, en se cachant.

### Estagel (1778-1797)

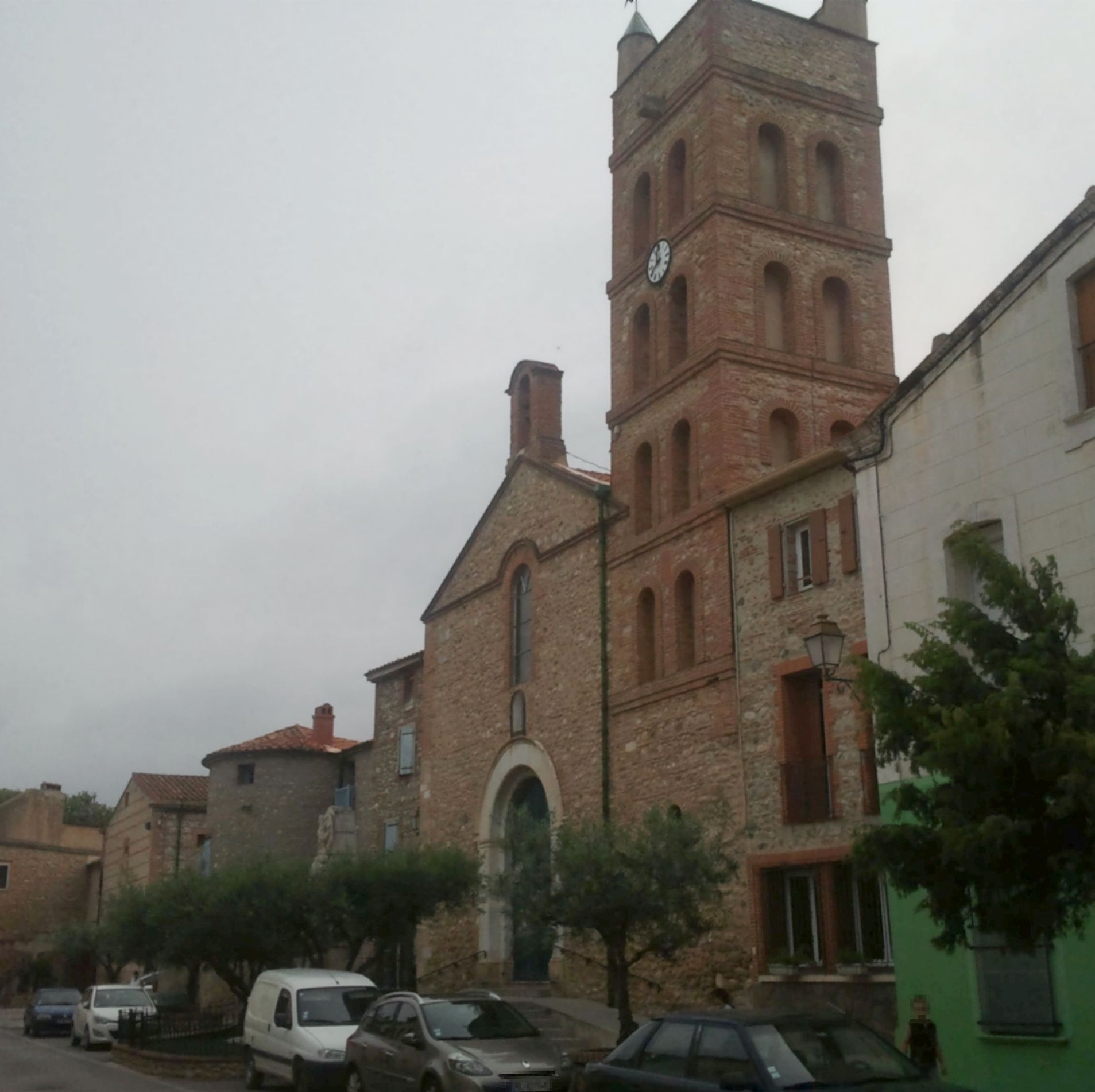
Église paroissiale de Corneilla-la-rivière.

Le 12 août 1778, dotée de 2 200 livres, elle épouse, à Corneilla-la-Rivière, François Bonaventure Arago, pagès et licencié en droit, de qui elle aura onze enfants élevés dans la langue locale : le catalan. Le couple s'installe à Estagel, bourg roussillonnais d'un millier d'habitants situé à une douzaine de kilomètres au nord de Corneilla-la-Rivière.
François Bonaventure Arago est du même milieu social que Marie Roig. Cultivateur et propriétaire moyennement aisé, il a été orphelin très jeune et a été élevé par un oncle prêtre qui lui a fait suivre des études de droit à Perpignan. Son origine sociale ne lui permet cependant pas de prétendre à un emploi plus réputé comme notaire ou avocat.
En 1779, Marie Arago donne naissance à une fille, Marie-Rose, qui meurt en 1780. 1780 est également l'année de la naissance et de la mort de la deuxième fille du couple Arago : Marie-Thérèse. Une troisième fille, prénommée Marie-Victoire, nait et meurt en bas âge en 1783. Entre-temps, en 1782, le couple donne la vie à une autre fille, Rose (qui vivra jusqu'en 1832).
En 1781, son mari entame une carrière politique, gravissant peu à peu les échelons dans les responsabilités municipales du village d'Estagel jusqu'à devenir, de juin 1786 à juin 1787, premier consul du village, ce qui correspond au mandat de maire actuel. En 1789, il rédige une grande partie du cahier de doléances d'Estagel. Il devient en 1790 le premier maire de la commune nouvellement créée par la révolution, puis obtient les années suivantes de hautes responsabilités départementales. Marie donne naissance à d'autres enfants : François (1786), Jean (1788), Jacques (1790), Victor (1792), Joseph (1796) et Marguerite (1798), tous nés à Estagel.
Lors de la guerre contre l'Espagne, en 1793, François Bonaventure commande la Garde nationale d'Estagel, une armée de citoyens volontaires formée pour défendre la Révolution contre l'ennemi espagnol. La maison familiale héberge alors de nombreux soldats et officiers français, ce à quoi François, l'aîné des fils, alors âgé de sept ans, attribuera plus tard son goût pour la chose militaire.

### Retour à Estagel (1816-1845)

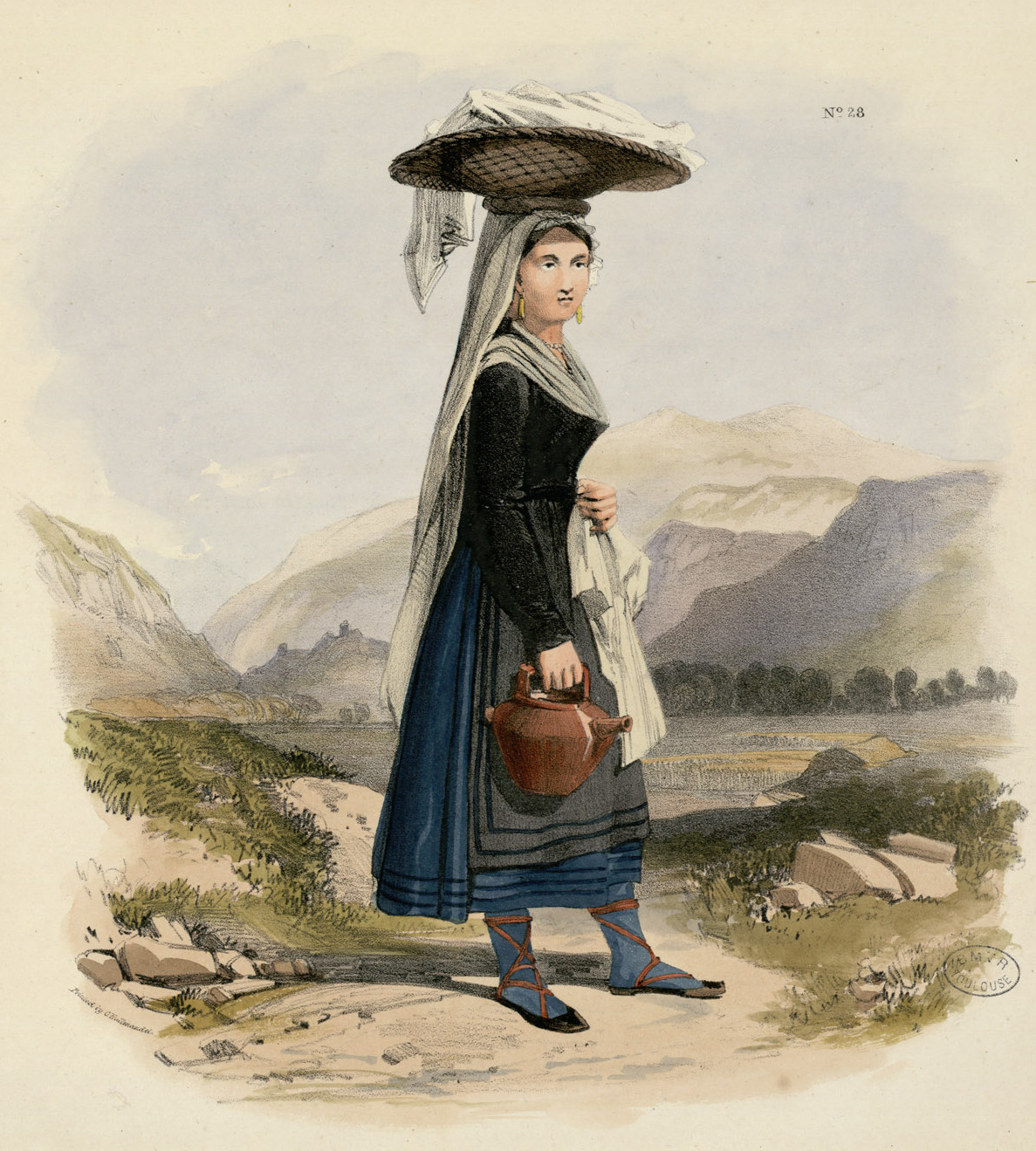
Une paysanne du Roussillon, vers 1830 (lithographie de James Duffield Harding).

Après la mort de sa fille Rose, elle devient, à 77 ans, la tutrice des quatre enfants de celle-ci.

## Famille et entourage
Selon Muriel Toulotte, biographe d'Étienne Arago, « toute sa vie, Marie Arago a eu une énorme influence sur ses enfants mais aussi sur tous ceux qui l'entouraient ». Les enfants de Marie et François Bonaventure Arago se comportent tous avec droiture et honnêteté, selon l'exemple de leur père. De leur mère, ils tiennent à la fois le dynamisme qui les anime, de la bonté envers autrui et une grande gaieté. Par contre, les garçons sont beaucoup moins croyants que leur mère, Jacques étant non croyant, Étienne allant jusqu'à demander à être enterré sans cérémonie religieuse.
Elle a six fils, qui se distinguent tous :
- François (1786-1853), un astronome, physicien et homme politique français ;
- Jean (1788-1836), caissier de l'atelier des monnaies de Perpignan, puis militaire s'illustrant au Mexique ;
- Jacques (1790-1854), un dessinateur, romancier, auteur dramatique et explorateur ;
- Victor (1792-1867), polytechnicien, militaire ;
- Joseph (1796-1860), militaire dans l'armée mexicaine ;
- Étienne (1802-1892), dramaturge et homme politique, maire de Paris en 1870.

Elle donne également naissance à cinq filles, dont deux seulement survivent au bas âge : Rose (1782-1832) et Marguerite (1798-1859), qui épouse Claude-Louis Mathieu en 1824.

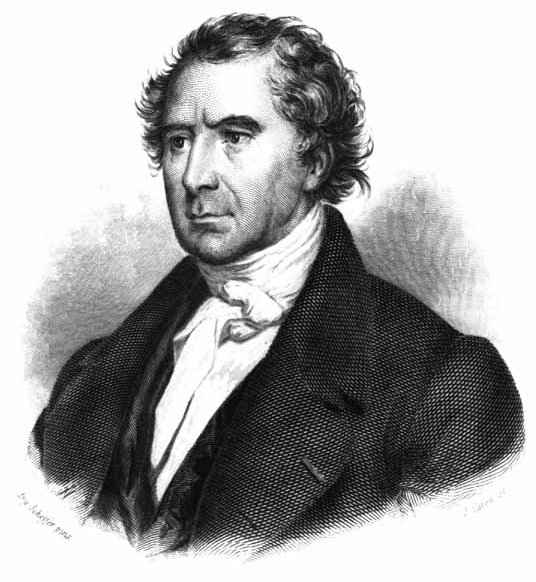
François Arago.
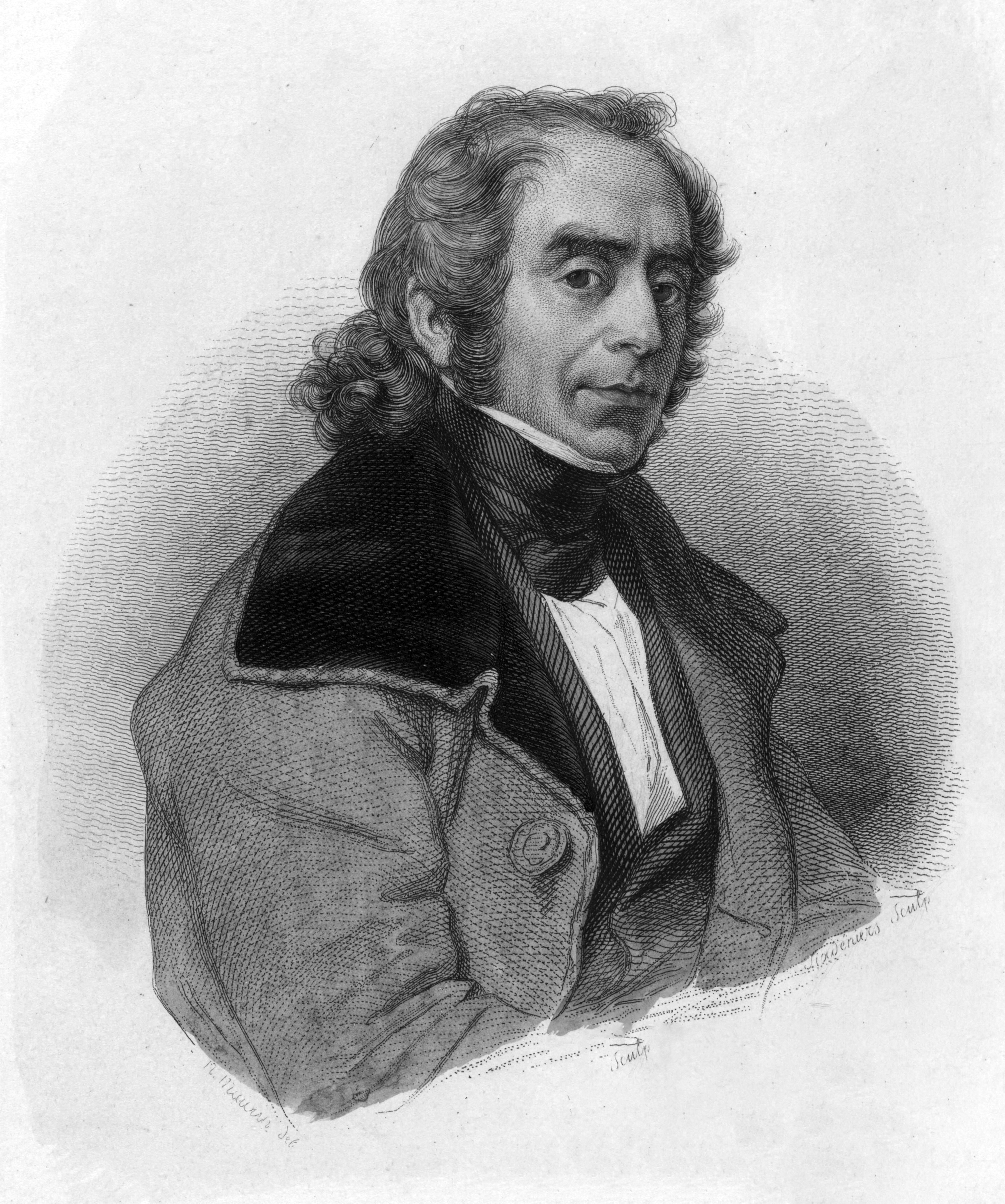
Jacques Arago.
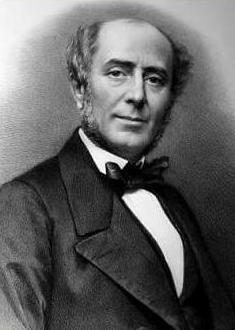
Étienne Arago.

La bibliothèque municipale d'Estagel porte le nom de Marie-Arago.